# Municipio de Bushnell (Illinois)
El municipio de Bushnell (en inglés: Bushnell Township) es un municipio ubicado en el condado de McDonough en el estado estadounidense de Illinois. En el año 2010 tenía una población de 3272 habitantes y una densidad poblacional de 69,03 personas por km².

## Geografía
El municipio de Bushnell se encuentra ubicado en las coordenadas 40°33′46″N 90°30′10″O / 40.56278, -90.50278. Según la Oficina del Censo de los Estados Unidos, el municipio tiene una superficie total de 47.4 km², de la cual 47,37 km² corresponden a tierra firme y (0,07 %) 0,03 km² es agua.

## Demografía
Según el censo de 2010, había 3272 personas residiendo en el municipio de Bushnell. La densidad de población era de 69,03 hab./km². De los 3272 habitantes, el municipio de Bushnell estaba compuesto por el 97,46 % blancos, el 0,34 % eran afroamericanos, el 0,31 % eran amerindios, el 0,03 % eran asiáticos, el 0,31 % eran de otras razas y el 1,56 % eran de una mezcla de razas. Del total de la población el 1,19 % eran hispanos o latinos de cualquier raza.